# Karey Gorou
Pour les articles homonymes, voir Kollo (homonymie).
Karey Gorou est un village du Niger situé à une dizaine de kilomètres de Niamey sur la rive droite du fleuve Niger. 

## Population
Karey Gorou est un village de plusieurs centaines d’habitants. Les habitations sont construites en argile rouge et couvertes par des pailles ou des feuilles de zinc.

## Activités principales
Leur activité principale, ce sont les travaux maraîchers. Les habitants de Karey Gorou cultivent plusieurs variétés de légumes tout au long du fleuve Niger. Vous y trouverez la culture d’oignon, du poivron, de melon, de tomate, du chou, souvent commercialisés en temps de contre-saison à Niamey.

## Climat
Le climat est désertique, la température moyenne est de 29,5° C par an. Les précipitations sont de 635,3 mm en moyenne.

## Potentialités touristiques

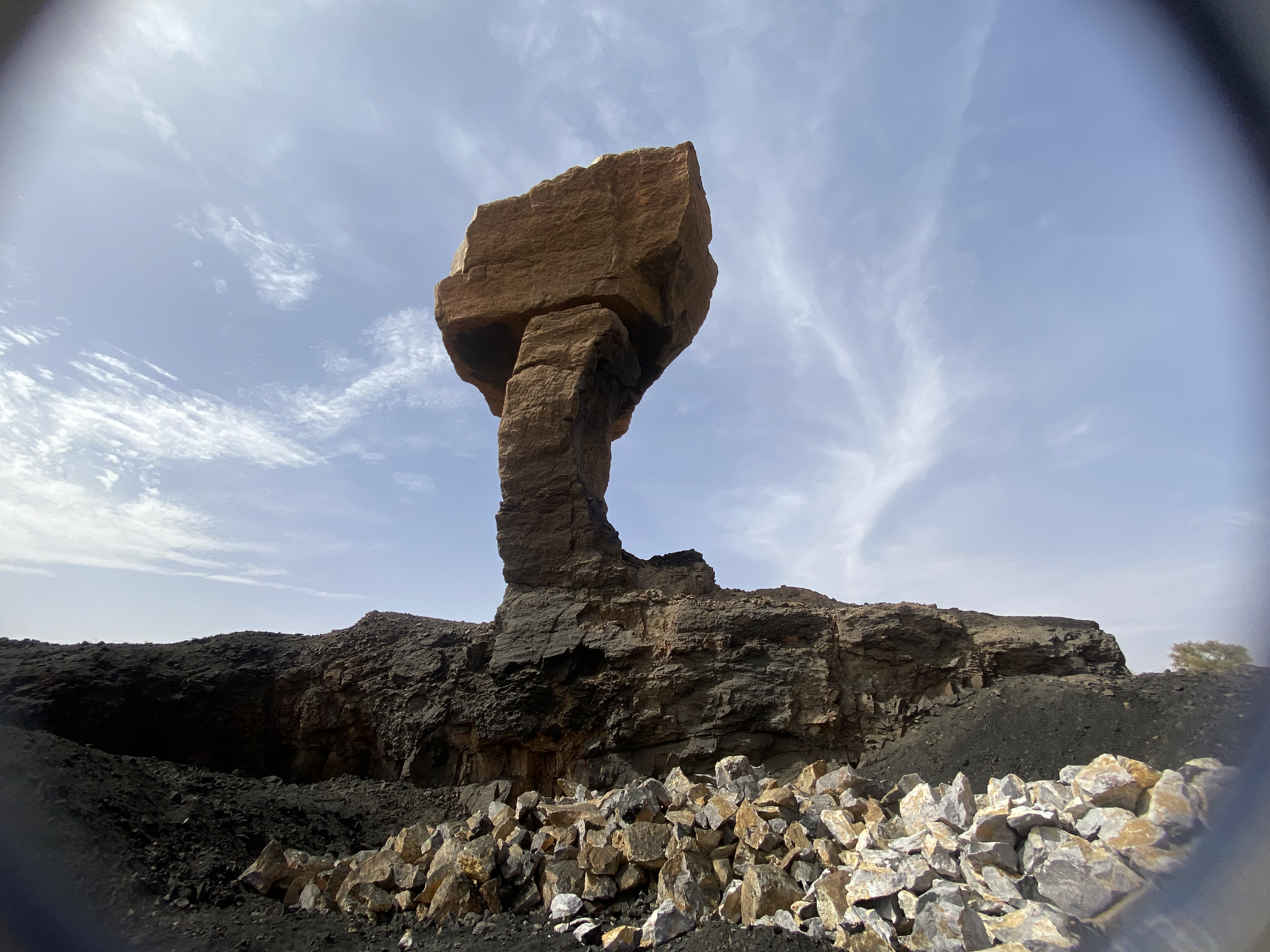
Ancienne grotte des Hyènes à l'entrée du Village de Karey Gorou.

C'est un village qui dispose des attraits culturels. Il s'agit des dunes de sables où s'est tenu le FIMA en 2005 et les anciennes grottes des hyènes à l'entrée du Village. il y a également des vues magnifiques du fleuve Niger sur la rive droite.